# Dan Slania
Daniel Alexander Slania (né le 24 mai 1992 à Phoenix, Arizona, États-Unis) est un lanceur droitier des Giants de San Francisco de la Ligue majeure de baseball.

## Carrière
Dan Slania est une première fois repêché en 2010 par les Red Sox de Boston, qui le choisissent au 42e tour de sélection, mais il ignore l'offre pour rejoindre le Fighting Irish de l'université Notre-Dame, et signe son premier contrat professionnel quelques années plus tard avec les Giants de San Francisco, qui en font un choix de 5e ronde au repêchage de 2013.
Slania fait ses débuts dans le baseball majeur avec les Giants de San Francisco le 30 juin 2017.